# Jon Pertwee
John Devon Roland Pertwee (7 juillet 1919 - 20 mai 1996), mieux connu sous le nom de Jon Pertwee, est un acteur britannique connu notamment pour son rôle dans la série de science-fiction Doctor Who, où il incarna le troisième Docteur de 1970 à 1974.

## Biographie
Jon Pertwee est né à Chelsea, et descend d'une famille huguenote, les 'Perthuis de Laillevault'. Cousin éloigné de l'acteur Bill Pertwee, filleul de l'acteur Henry Ainley (dont le fils Anthony fit une apparition dans l'épisode anniversaire de Doctor Who « The Five Doctors » de 1983 et fut le Maître, célèbre antagoniste de la série, de 1981 jusqu'à 1989), Jon était le fils du célèbre scénariste et acteur Roland Pertwee (en). Il est le père de l'acteur Sean Pertwee.

### Jeunesse et formation
Pertwee fréquenta plusieurs écoles privées, dont il fut à chaque fois renvoyé. Les deux principales ont été la 'Frensham Heights School' de Rowledge, dans le Comté de Surrey, et la 'Sherborne School' de Sherborne dans le Comté de Dorset. Il intégra, ensuite, l'Académie Royale d'Art dramatique (The Royal Academy of Dramatic Art - RADA), dont il fut également chassé pour avoir refusé d'imiter le bruit du vent dans une tragédie grecque : il s'indignait de ce qu'on lui imposât de remplir une tâche qui lui faisait perdre son temps et l'argent de son père. Il fut aussi accusé d'avoir rédigé des épigrammes aux dépens de ses professeurs sur les murs des toilettes.

### Carrière professionnelle

#### Débuts
Durant la Seconde Guerre mondiale, Pertwee servit dans la Royal Navy, au grade d'officier. Il fit partie de l'équipage du croiseur de bataille 'HMS Hood', dont il fut débarqué peu de temps avant qu'il ne fût coulé au large du Danemark par la marine allemande. C'est de cette époque, d'ailleurs, que date le tatouage que Pertwee porta sur le bras droit, que l'on put voir dans l'épisode de Doctor Who « Spearhead from Space ».
Après la guerre, il se fit un nom d'acteur comique, notamment à la radio, aux côtés d'Eric Barker, dont on se souvient de la phrase fétiche : «"It doesn't matter what you do, as long as you tear them up » (Peu importe ce que vous fassiez, du moment que vous les mettiez en pièces…). De 1959 à 1977, il incarna le sous-officier Pertwee (Chief Petty Officer Pertwee) dans le sitcom radiophonique de la BBC 'The Navy Lark'. Il se fit enfin remarquer par sa ressemblance avec Danny Kaye, notamment dans le film de 1949 Murder at the Wondmill.
Sur scène, il joua le rôle de Lycus, dans la production londonienne de la comédie musicale Le Forum en Folie (A Funny Thing Happened on the Way to the Forum), aux côtés de Frankie Howerd, mais n'apparut dans l'adaptation cinématographique de 1966 que dans le second rôle de Crassus. Il prit part à la Comédie Ladies Who Do (1961), et participa à quatre films de la série Carry on : Carry On Cleo (1964, dans le rôle du devin), Carry On Screaming (1966, le Dr Fettle), Carry On Cowboy (1965, Sheriff Earp) and Carry On Columbus (1992, Duc de la Costa Brava).
À la télévision, il participa à divers spectacles pour enfants, comme M. Pastry. Plus tard, il fit une apparition dans la série Chapeau melon et bottes de cuir (dans le premier épisode de la cinquième saison « Bon Baisers de Vénus »), dans le rôle du Brigadier Whitehead, et, dans les années 1970, comme invité vedette dans la série The Goodies (épisode « Wacky Wales »).
Il se distingua dans le film de 1971 La Maison qui tue (The House that Dripped Blood), un film d'horreur délicieusement désinvolte et tourné entre deux saisons de Doctor Who, dans lequel il interprétait un acteur capricieux et ensorcelé par une cape de vampire.
Il se maria à deux reprises, d'abord en 1951, avec Jean Marsh (1955–1960), puis avec Ingeborg Rhoesa (le 13 août 1960), qui lui donna deux enfants, Sean et Dariel.

#### Doctor Who(1970 – 1974, 1983, 1993)

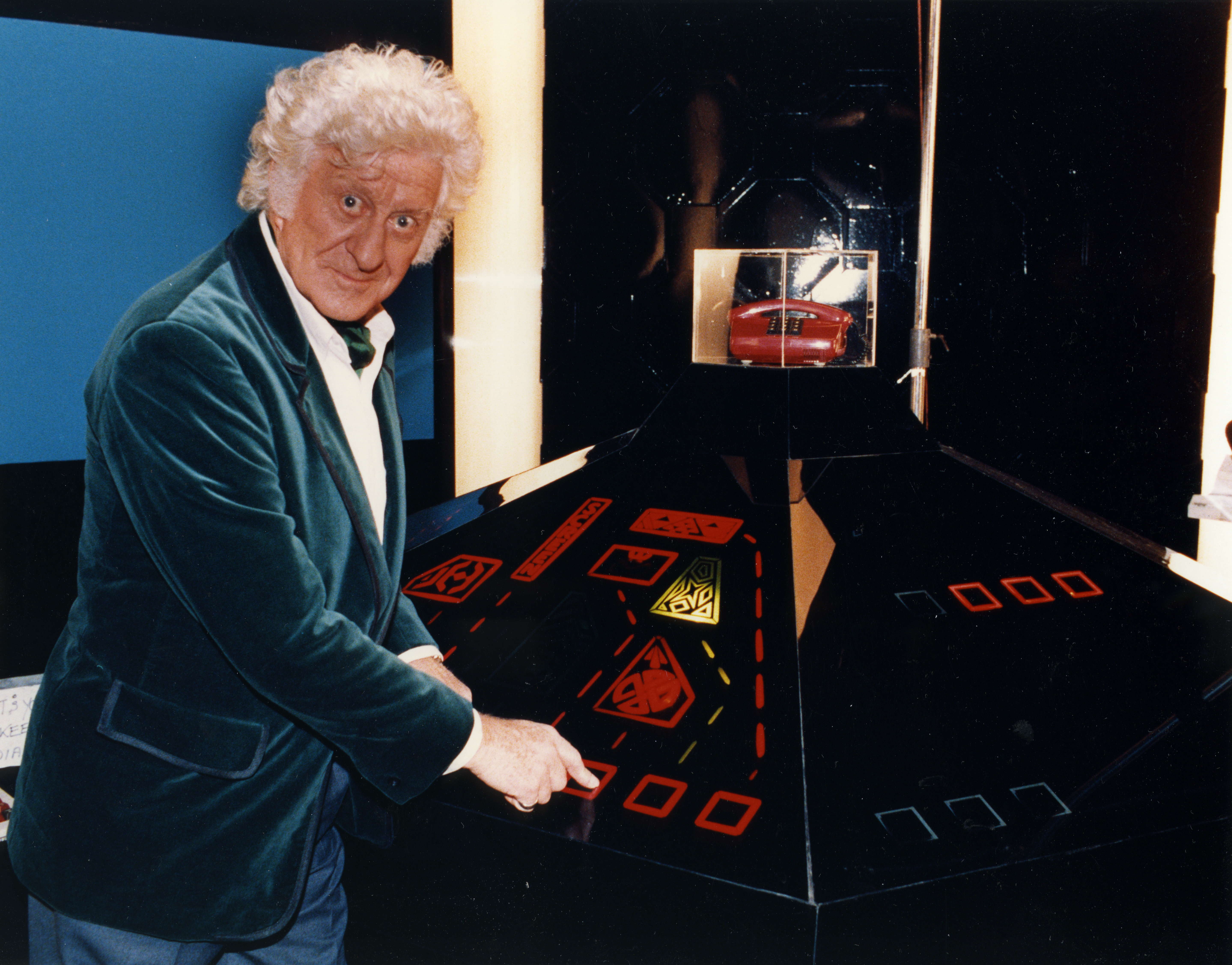
Jon Pertwee au côté des commandes du TARDIS dans Doctor Who

Il succéda à Patrick Troughton, dans le rôle du Docteur, de 1970 à 1974, cinq saisons durant. Son costume évoque celui d'un dandy, et c'est lui qui, le premier, fit la connaissance de Sarah Jane Smith. Il fut le premier docteur à affronter le Maître (considéré par beaucoup comme l'un des ennemis les plus coriaces du docteur). Il possède dans la série une voiture vintage jaune nommé Bessie et est le premier docteur à utiliser régulièrement son tournevis sonique.
Bien qu'ayant participé plus tard à l'épisode « The Five Doctors », diffusé en l'honneur du vingtième anniversaire de la série, sa dernière contribution date de juin 1974, dans l'épisode intitulé « Planet of the Spiders » où il laissait sa place à Tom Baker.
Il révéla, par la suite, que la véritable raison de son départ de la série était la mort tragique de son ami Roger Delgado, qui interprétait le Maître dans la série, ainsi que du départ de Katy Manning, et du producteur Barry Letts. Ses quatre années dans Doctor Who représentent l'âge d'or de sa carrière et lui valurent un grand succès et une grande notoriété.

#### Worzel Gummidge
Après une large contribution au jeu télévisé Whodunnit!, produit par la Thames Television (de 1974 à 1978), Pertwee revêtit le rôle-titre de Worzel Gummidge, d'après le roman de Barbara Euphan Todd, qu'il avait lu dans sa jeunesse.
D'abord programmée en 1979 sur ITV, le talent comique de Pertwee valut à la série un succès immédiat et considérable, qui dura plusieurs années et se répandit jusqu'en Nouvelle-Zélande.

#### Dernières années
Dans les années 1980, Pertwee prêta sa voix au personnage de Spotty des dessins animés SuperTed.
En 1985, il participa à Do You Know The Milkyway?, une adaptation de la pièce de Karl Wittlinger, dans laquelle il jouait le Dr Neuross, et divers autres personnages.
En 1995, il incarna le General Von Kramer dans une des aventures d'Indiana Jones, Attack of the Hawkmen.

### Décès
Ensuite, Pertwee apparut régulièrement et ce, jusqu'à sa mort, tant sur scène, que dans des émissions télévisées, et il prêta sa voix à de nombreuses animations et enregistrements audiophoniques.
Il succomba d'une crise cardiaque le 20 mai 1996, deux mois avant son 77e anniversaire et une semaine avant la diffusion du téléfilm Le Seigneur du Temps au Royaume-Uni. Il fut incinéré au Putney Vale Crematorium, accompagné, conformément à ses dernières volontés, d'une effigie de Worzel Gummidge.